# Filler (ingegneria)
Con il termine filler viene indicato l'aggregato di dimensioni ridottissime (< 0,063 mm) che ha la funzione di riempitivo poiché le ridotte dimensioni permettono di ridurre la percentuale di vuoti di un conglomerato artificiale.

Viene utilizzato in diversi campi dell'ingegneria civile e in special modo per il confezionamento di, malte, conglomerati cementizi e bituminosi.

I filler sono costituiti da granuli lapidei prevalentemente passanti allo staccio da 0.063 mms e sono classificati in funzione dei trattenuti sugli stacci 2, 0.125, 0.063. 

In italiano, il termine filler è anche usato in un senso più ampio per descrivere sostanze che possono essere aggiunte ad una miscela per migliorare le sue proprietà. Per esempio, la sabbia o fibre negli intonaci potrebbero essere chiamati "filler", sebbene sabbia e fibre di normali dimensioni superino le dimensioni di < 0,063 mm.